# Walter Meanwell
Walter E. Meanwell, (nacido el 26 de enero de 1884 en Leeds, Gran Bretaña y fallecido el 2 de diciembre de 1953 en Madison, Wisconsin) fue un entrenador de baloncesto británico que ejerció en la NCAA durante 23 años.

## Trayectoria
- Universidad de Wisconsin (1911-1917)
- Universidad de Misuri (1917-1920)
- Universidad de Wisconsin (1930-1934)